# Adenomiosi
Con il termine adenomiosi si intende la presenza patologica di tessuto ghiandolare endometriale nel contesto del miometrio. Benché talora venga identificata con la locuzione di endometriosi interna, non deve essere confusa con l'endometriosi vera e propria, definita come la presenza di tessuto endometriale al di fuori dell'utero. Queste due condizioni patologiche separate e distinte coesistono in solo il 10% dei casi. L'adenomiosi deve essere inoltre distinta dall'iperplasia endometriale, definita come tessuto endometriale iperplasico che non penetra il miometrio.
L'adenomiosi, oltre ad essere responsabile di disordini mestruali come dolore e sanguinamento uterino atipico, può portare alla deformazione e all'anomalo accrescimento uterino, con conseguenti problemi di fertilità e gravidanza. Processi adenomiotici focali (adenomiosi localizzata) vengono singolarmente identificati con il termine "adenomioma".

## Eziologia
Come per l'endometriosi, le cause dell'adenomiomatosi sono sconosciute. Le cause ipotetiche riportate in letteratura, basate sul razionale di una lesione di continuità tra endometrio e miometrio, sono le pregresse gravidanze, a termine e non, e il taglio cesareo. Altre possibili cause sono:
- Disordini del compenso omeostatico tra estrogeni e progestinici, ipotesi supportata dal dato epidemiologico (l'adenomiosi colpisce le donne di età compresa tra 35 e i 50 anni).
- Iperespressione acquisita del recettore per l'interleuchina 18 nelle cellule endometriali.
- Disregolazione endometriale del leukemia inhibitory factor.

## Profilo clinico
La presentazione clinica dell'adenomiosi dipende dall'estensione e dalla localizzazione della stessa, con sintomi minimi o addirittura nulli in alcune donne. Altresì, localizzazioni estese e multiple possono provocare sia metrorragia che menorragia, quest'ultima talora intensa e prolungata e sovente associata a dolore pelvico. Il dolore può inoltre presentarsi tra una mestruazione e l'altra assumendo caratteristiche pleomorfe (talora crampiforme, talora costante) e spesso accompagnato da "senso di ingombro pelvico". La presenza di un esteso adenomioma o di un'adenomiosi diffusa della parete uterina antero-laterale può inoltre provocare disturbi della minzione e senso di ingombro vescicale.

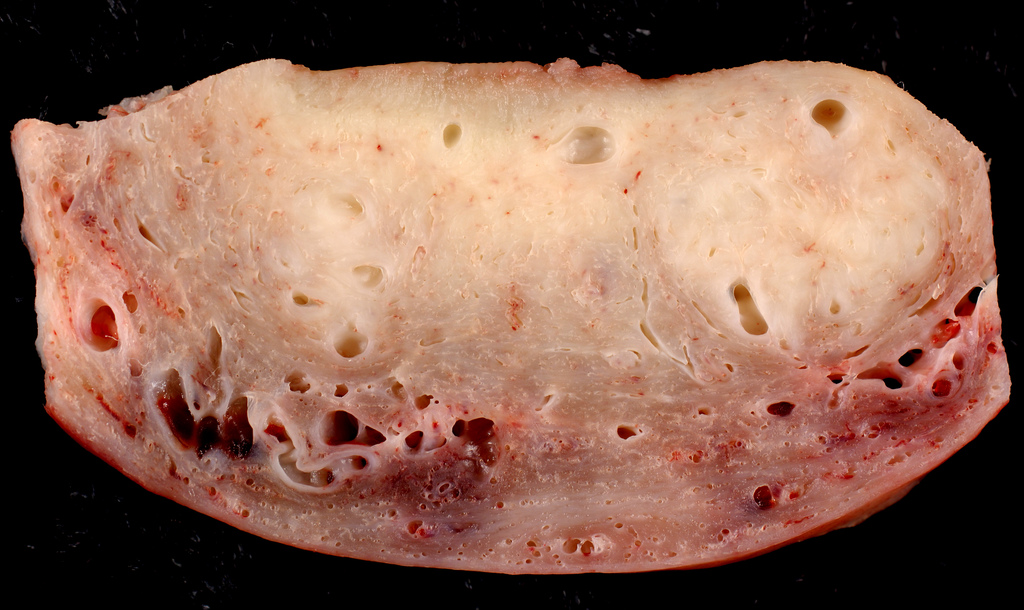
Sezione trasversale di un utero affetto da adenomiomatosi.

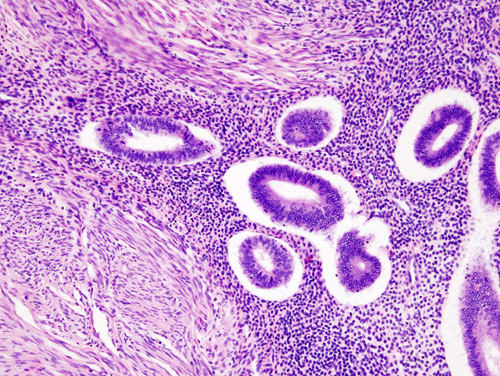
Immagine istopatologica di adenomiomatosi uterina. Colorazione: ematossilina-eosina.

## Profilo diagnostico
Un quadro clinico suggestivo per adenomiosi deve essere indagato ricorrendo all'ecografia tradizionale e/o transvaginale. Tali metodiche di immagine, dimostrando un miometrio irregolarmente ispessito ed eterogeneo, sono spesso da sole sufficienti a porre diagnosi differenziale con la leiomiomatosi uterina. Nei casi dubbi è possibile ricorrere alle immagini con le comuni sequenze di risonanza magnetica, metodica in grado di discriminare tra piccoli leiomiomi diffusi e l'adenomiomatosi. La diagnosi definitiva viene posta attraverso l'esame istologico del pezzo operatorio.

## Terapia
Nelle formi lievi di adenomiomatosi, farmaci analgesici e anti-infiammatori come il naprossene o l'ibuprofene possono essere utili nel controllo della sintomatologia dolorosa. Nei casi complicati da menorragia o metrorragia può essere utile associare la pillola contraccettiva combinata (COCs) o il solo progestinico (POPs) al fine di regolarizzare gli equilibri ormonali e con essi lo stesso ciclo mestruale. Farmaci che sopprimano il trofismo operato dagli ormoni femminili come il danazolo, sono riservati ai casi più gravi o al fine di evitare l'intervento chirurgico. Ulteriore strategia farmacologia è quella di indurre la menopausa (con i problemi annessi) attraverso l'impiego degli agonisti del recettore per il GnRH. In caso di fallimento della cura si deve procedere all'isterectomia con conservazione degli annessi che risolve definitivamente l'adenomiosi.

## Prognosi
È stato dimostrato che la presenza di adenomiosi non rappresenta un fattore di rischio indipendente per lo sviluppo di carcinoma dell'endometrio, anche se quest'ultimo può svilupparsi nelle isole adenomiotiche con maggiore possibilità di invasione miometriale profonda. Endometriosi, adenomiosi e leiomiomatosi sono patologie indipendenti che possono tuttavia manifestarsi simultaneamente nello stesso individuo. In seguito alla menopausa, l'adenomiosi va spontaneamente in regressione.